# Lángelmék (film, 2016)
A Lángelmék (eredeti cím: Masterminds) 2016-os amerikai filmvígjáték, melyet Chris Bowman, Hubbel Palmer és Emily Spivey forgatókönyvéből Jared Hess rendezett. A film alapjául az 1997-es Loomis Fargo bankrablás szolgált.
A főszereplők Zach Galifianakis, Owen Wilson, Kristen Wiig, Kate McKinnon, Leslie Jones és Jason Sudeikis.
Az Amerikai Egyesült Államokban 2016. szeptember 30-án mutatták be, míg Magyarországon a következő hónapban szinkronizálva, október 20-án a Fórum Hungary forgalmazásában.
A film általánosságban vegyes véleményeket kapott a kritikusoktól. A Metacritic oldalán a film értékelése 47% a 100-ból, ami 29 véleményen alapul. A Rotten Tomatoeson a Lángelmék 33%-os minősítést kapott, 94 értékelés alapján. A film világszerte 30,9 millió dolláros bevételt tudott gyűjteni, amely épp meghaladta a költségvetését.

## Cselekmény
1997 márciusában, miután a Loomis Fargo & Company 18,8 millió dollárt rabolt ki Jacksonville-ben, Philip Noel Johnson, Steve Eugene Chambers (Owen Wilson) és Kelly Campbell (Kristen Wiig), aki korábban szintén a Loomisnál dolgozott, elhatározzák, hogy kirabolják a céget. Bevonják a Loomis páncélautó-sofőrjét, David Scott Ghanttot (Zach Galifianakis) is a tervbe. David, míg együtt dolgozott Kellyvel, őrülten belészeretett és elvakulva a szerelemtől, képes bármi őrültséget megtenni a nőért. A rablásra felkészítő kínos tréning után a csapat ráveszi Davidet, hogy menjen be a Loomis páncéltermébe, és pakolja be a teljes pénzkészletet a cég furgonjába. Mielőtt elindul, David kiveszi a biztonsági kamerák szalagjait, de egyet a helyszínen felejt. Másnap David 20 000 dollárral Mexikóba menekül, és felveszi a "Michael McKinney" fedőnevet, ami Steve egyik barátjának a neve. Eközben Steve teszi el a rablás nagy részét, mintegy 17 millió dollárt.
Scanlon FBI különleges ügynök (Leslie Jones) és társa (Jon Daly) átveszik az ügyet, és rögtön Davidet tartják az első számú gyanúsítottnak, de Steve érintettségéről fogalmuk sincs. Steve azt tervezi, hogy feladja Davidet, de Kelly szerint ez nem helyes. Mexikóban David épphogy elkerül három őt kereső Interpol-ügynököt, és felhívja Kellyt a történtekről. Véletlenül megtudja Steve nevét a Kelly által neki adott pénztárcában lévő igazolványból. Mivel Steve álcája lelepleződött, felbérli az igazi, de labilis bérgyilkost, Michael McKinney-t (Jason Sudeikis), hogy ölje meg Davidet, mielőtt feladná őt. A bérgyilkos megtalálja Davidet Mexikóban, és megpróbálja lelőni, de a fegyvere visszalő, így David el tud menekül. David felhívja Kelly-t, és megtudja, hogy Steve megpróbálja megölni őt, és hogy Steve nem küldi el neki a pénz rá eső részét, ahogyan azt várta. Davidet ekkor McKinney eszméletlenre veri. Amikor David magához tér, McKinney meg akarja ölni, de "McKinney" hamis születési bizonyítványát megnézve meggondolja magát, mert úgy gondolja, hogy David ugyanott és ugyanakkor született, mint ő, így összebarátkoznak.
David felhívja Steve-et, és azzal fenyegetőzik, hogy feladja magát az Interpolnak, ha Steve nem utal két napon belül 6 millió dollárt a bankszámlájára. Kelly-t ezután a bevásárlóközpontban megtámadja Jandice, David egykori menyasszonya, de sikerül elmenekülnie. Amikor Steve nem hajlandó átutalni a pénzt, Steve két barátja elrabolja Kellyt, és azt mondja Davidnek, hogy a lány szabadon bocsátásáért cserébe szerezzen egy jegyet Dél-Amerikába, tűnjön el és soha ne halljon róla. Menekülés közben a repülőtéren találkozik ismét a rá küldött bérgyilkosával, az akkor már barátjává vált McKinney-vel, aki éppen visszatér az Egyesült Államokba, mert egy újabb gyilkosságot vállalt el. David búcsúzáskor meglátja Kelly nevét a bérgyilkos kezére írva, és közli McKinney-vel, hogy ismeri őt, ő az ő barátnője. McKinney nem tudja rávenni magát, hogy megölje új barátjának szerelmét, ezért jegyet cserélnek, éppen akkor, amikor a három Interpol-ügynök megpróbálja elkapni Davidet. David így visszatér az USA-ba Dél-Amerika helyett, a bérgyilkos pedig Dél-Amerikába repül.
Miközben Steve egy házavató partit rendez, az FBI lehallgatja a parti egyik tagját, hogy megpróbálja rögzíteni Steve vallomását a pénz eredetéről. David besurran és megmenti a fogságban tartott Kellyt. Steve BMW-jének ellopásával elmenekülnek, de az összetörik, amikor megpróbálnak áthajtani a kerítéskapun. Steve utoléri őket, elkapja és megtámadja Davidet az FBI álcázott furgonja közelében, amelyben az ügynökök is vannak. David ráveszi Steve-et, hogy bevallja, ő volt az egész terv kitervelője, így az ügynököknek elég bizonyítékuk lesz arra, hogy mindannyiukat letartóztassák, beleértve Kellyt is. Davidet hét év börtönre ítélik, míg Steve tizenegy évet ül. Körülbelül 2 millió dollárral még mindig nem tudnak elszámolni. David szabadulása után McKinney felveszi őt a börtönkapuban, és elautóznak Kellyhez, aki szintén ebben az időben szabadul.

## Szereplők
| Szereplő                       | Színész              | Magyar hang      |
| ------------------------------ | -------------------- | ---------------- |
| David Scott Ghantt             | Zach Galifianakis    | Scherer Péter    |
| Kelly Campbell                 | Kristen Wiig         | Kéri Kitty       |
| Steven Eugene "Steve" Chambers | Owen Wilson          | Crespo Rodrigo   |
| Michael Aaron "Mike" McKinney  | Jason Sudeikis       | Fekete Ernő      |
| Scanlon FBI különleges ügynök  | Leslie Jones         | Bognár Gyöngyvér |
| Michelle Chambers              | Mary Elizabeth Ellis | Madarász Éva     |
| Jandice                        | Kate McKinnon        | Peller Anna      |
| Runny                          | Devin Ratray         | Mészáros Máté    |
| Eric Payne                     | Ross Kimball         | Dévai Balázs     |
| Plewe                          | Jon Daly             | Gáspár András    |